# Gerald Teschl
Gerald Teschl (12 de mayo de 1970, Graz) es un físicomatemático y profesor de matemáticas.
Trabaja en el área de la física matemática; particularmente en la teoría espectral directa e inversa con aplicación a las ecuaciones diferenciales en derivadas parciales completamente integrables (ecuaciones de solitón).

## Trayectoria
Después de estudiar física en la Universidad Técnica de Graz (tesis de 1993), continuó con su PhD en matemáticas la Universidad de Misuri. Su tesis, supervisada por Fritz Gesztesy fue titulada Teoría Espectral de los Operadores de Jacobi (1995). Después de tener un puesto de investigación postdoctoral en Universidad Técnica de Aquisgrán (1996/97), se trasladó a Viena, donde recibió su Habilitación en la Universidad de Viena en mayo de 1998. Desde entonces ha trabajado allí como profesor de matemáticas.
En 1997 recibió el Premio Ludwig Boltzmann que otorga la Austrian Physical Society, en 1999 el Premio de la Austrian Mathematical Society. En 2006 fue premiado con el prestigioso START-Preis por la Austrian Science Fund (FWF). En 2011 se volvió miembro de la Academia Austríaca de Ciencias (ÖAW).
Sus contribuciones más importantes son en los campos de la Teoría de Sturm-Liouville, operadores de Jacobi y los reticulados de Toda. También tiene trabajos en biomatemática, en la reciente área del análisis de los gases de la respiración, y escribió varios libros académicos (Matemáticas para las Ciencias de la Computación, en alemán).

## Publicaciones
- Teschl, Gerald (2012). Ordinary Differential Equations and Dynamical Systems. Graduate Studies in Mathematics (en inglés) 140. AMS. ISBN 978-0-8218-8328-0.
- con Julian King, Helin Koc,  Karl Unterkofler, Pawel Mochalski, Alexander Kupferthaler, Susanne Teschl, Hartmann Hinterhuber, Anton Amann: Physiological modeling of isoprene dynamics in exhaled breath,  J. Theoret. Biol.  267  (2010), 626-637.
- Gerald Teschl (2009). Mathematical Methods in Quantum Mechanics: With Applications to Schrödinger Operators. Graduate Studies in Mathematics (en inglés) 99. AMS. ISBN 978-0-8218-4660-5.
- con Susanne Teschl: Mathematik für Informatiker, 2 Bände, Springer Verlag, Bd. 1 (Diskrete Mathematik und Lineare Algebra), 3. Auflage 2008, ISBN 978-3-540-77431-0, Bd. 2 (Analysis und Statistik), 2. Auflage 2007, ISBN 978-3-540-72451-3
- con Fritz Gesztesy, Helge Holden y Johanna Michor: Soliton Equations and their Algebro-Geometric Solutions, Volume 2 (1+1 dimensional discrete models), Cambridge Studies in Advanced Mathematics Bd.114, Cambridge University Press 2008, ISBN 978-0-521-75308-1
- con Spyridon Kamvissis: Stability of periodic soliton equations under short range perturbations, Phys. Lett. A 364 (2007), 480–483.
- Jacobi Operators and Completely Integrable Nonlinear Lattices, American Mathematical Society, Mathematical Surveys and Monographs, Volume 72, 2000, ISBN 0-8218-1940-2
- con Fritz Gesztesy y Barry Simon: Zeros of the Wronskian and renormalized oscillation theory,  Am. J. Math. 118 (1996) 571–594.